# 高槻市立芝谷中学校
高槻市立芝谷中学校（たかつきしりつ しばたにちゅうがっこう）は、大阪府高槻市芝谷町にある公立中学校。

## 沿革
地域の宅地化とそれに伴う生徒数の増加により、従来の高槻市立第二中学校、高槻市立第八中学校、高槻市立第九中学校の3中学校の校区を再編し、高槻市で18番目の公立中学校として1982年に開校した。
開校当初の校区は、日吉台小学校校区および安岡寺・清水両小学校校区の一部だったが、2001年度に校区変更をおこない、清水小学校校区を中学校区から外している。
- 1982年4月1日 - 高槻市立芝谷中学校として開校。
- 1984年3月5日 - 校歌制定。
- 1999年4月 - スクールカウンセラーの配置。
- 2001年 - 校区変更。従来芝谷中学校校区だった浦堂本町・浦堂2丁目-3丁目（高槻市立清水小学校校区）を高槻市立第九中学校校区に変更。
- 2004年9月 - 太陽光発電システムを設置。
- 2011年10月 - 30周年記念式典開催

## 著名な卒業生
- 陣崎草子(絵本作家)
- 松村康平(陸上選手)
- 金丸祐三(陸上選手)
- 深堀泰士（キックボクシング）
- 東口順昭(サッカー)
- 西紀寛(サッカー)
- 河内一真(プロテニス)
- 村上信五（俳優、歌手）

## 通学区域
- 高槻市立日吉台小学校、高槻市立北日吉台小学校校区の全てと、安岡寺小学校校区の一部

## 交通
- 高槻市営バス 芝谷古墳前バス停。
- 東海道本線（JR京都線） 高槻駅 北へ約3.1km。